# Пидгайный, Семён Александрович

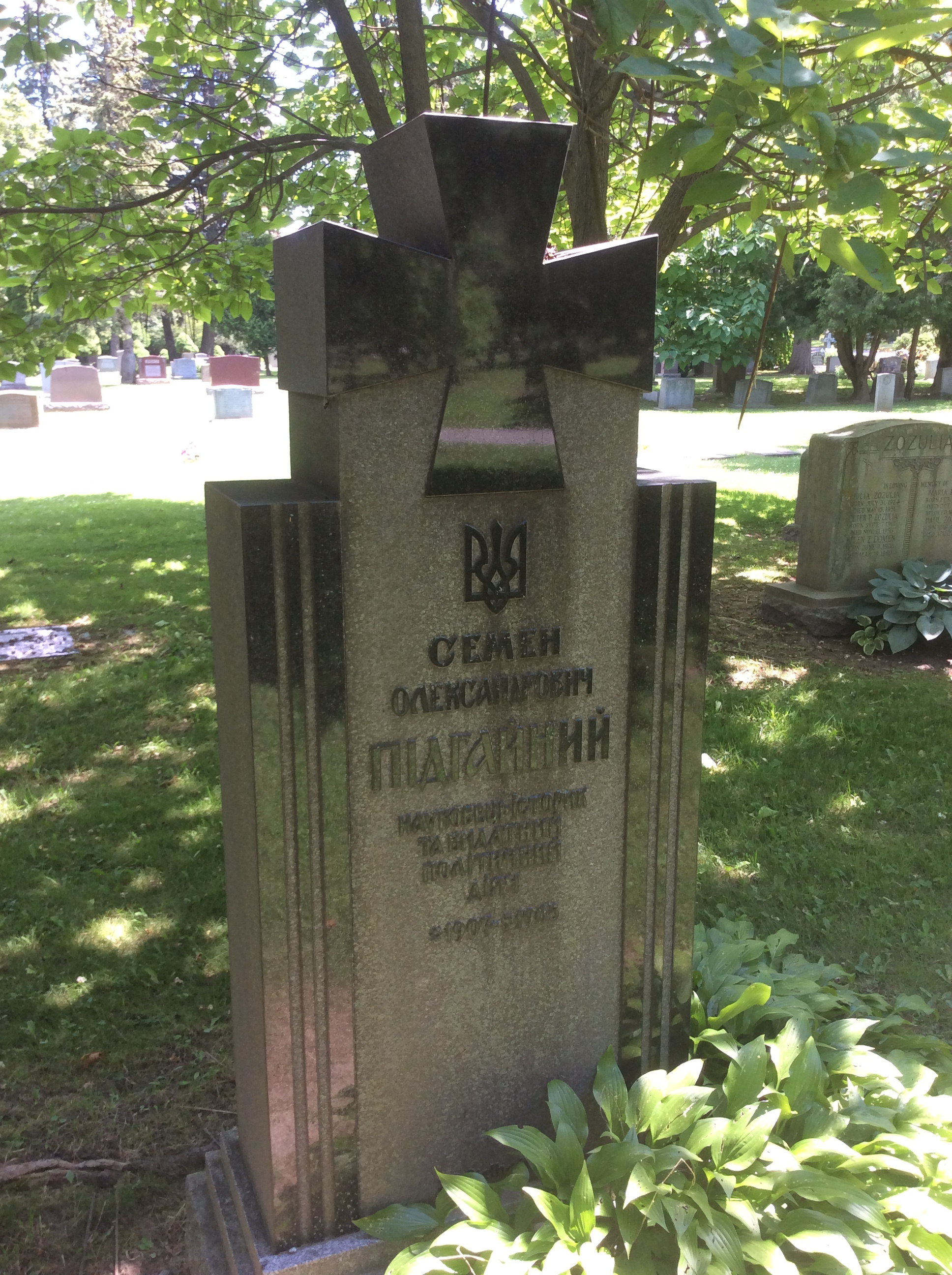
Могила С.Пидгайного

Семён Алекса́ндрович Пидга́йный (укр. Семен Олександрович Підгайний; 17 апреля 1907, станица Новоминская — 14 ноября 1965, Торонто) — украинский коллаборационист, участник массовых убийств евреев, после Второй мировой войны историк, археограф, писатель, общественно-политический деятель украинской диаспоры. 
Заключённый Соловецкого лагеря ГУЛАГа. Автор книг о Соловецкой каторге «Украинская интеллигенция на Соловках» и «Недострелянные». Во время немецкой оккупации в годы Великой Отечественной войны был сотрудником оккупационной администрации в Харькове.

## Биография
Родился в 1907 году в станице Новоминской Ейского отдела Кубанской области в казачьей семье. Во время Гражданской войны, в 1922 году его отец и брат были расстреляны большевиками. В 1924 году приехал в Киев, где поступил в Киевский институт народного образования (Киевский национальный университет имени Тараса Шевченко). После окончания института работал научным сотрудником в Музее Слободской Украины в Харькове (теперь Харьковский исторический музей имени Н. Ф. Сумцова) и преподавал историю Украины в Харьковском институте народного образования (теперь Харьковский национальный университет).
В 1933-1941 годах находился в Соловецком лагере особого назначения. В изданных на Западе книгах о Соловецкой каторге «Украинская интеллигенция на Соловках» и «Недострелянные» утверждал, что только при прокладке железной дороги к Филимоновским торфоразработкам в 1928 году на восьми километрах дороги погибло десять тысяч украинцев и донских казаков. На самом деле узкоколейная железная дорога строилась с 1923 по 1925 годы, когда общая численность осуждённых СЛОН не превышала 7 727 человек. Фантастическими считает утверждения Пидгайного касательно периода, когда он лично на Соловках не был, мемуарист СЛОНа М. М. Розанов.
В 1941 году вернулся на Украину. В период немецкой оккупации был членом управы Харькова и начальником одного из его районов. Согласно исследованиям историка и директора Музея Катастрофы (Бат-Ям) Юрия Ляховицкого, Пидгайный занимался организацией доставки евреев к месту расстрела, а также лично принимал участие в расстрелах.
В 1944 году покинул Украину вместе с отступающими немецкими войсками, был в эмиграции. Деятель Украинской радикально-демократической партии в Германии (1945—1949) и Канаде в Торонто (1949—1965). Основал Союз украинцев жертв русского коммунистического террора (СУЖЕРО), был председателем Федерации объединений бывших политических узников и репрессированных советским режимом. Был редактором журнала на английском языке «The New Review: A Journal of East-European History».
Умер в Торонто, Канада, похоронен на кладбище «Проспект».

## Сочинения о Соловках
Хронист Соловецкого лагеря особого назначения М. М. Розанов указывал, что свидетельств, которые могли бы подтвердить или опровергнуть рассказы Пидгайного о проведённом им сроке на Соловках в 1933—1941 годах, нет, поэтому их следует принимать «на веру с некоторым „поправочным коэффициентом“ на ультранационализм автора». Розанов отмечает, что в рассказах Пидгайного о 1923—1932 гг. «выплывает нечто легендарное и даже фантастическое, как, к примеру, отъезд монастырской братии с главными ценностями в Лондон или распространенное на Соловках из-за голода людоедство».
Весьма скептически оценил Розанов использованные Пидгайным свидетельства «девяти украинских крестьян-заключённых, бежавших в 1929—1930 годах с Соловецких командировок на материке», которые были выпущены брошюрой «Соловецкая каторга» на 72 страницах на украинском языке в Варшаве в 1931 году под редакцией Л.Чикаленко. "Один свидетель — номер третий — утверждает, что «всього украинского люду в Соловецких лагерях бильше, як два миллиони», другой — номер шестой, что «из тысячи доживает до освобождения, может один» и тут же подтверждает: «На острове в 1929 году из 29 тысяч выжило девять тысяч». Бежавшие перечисляют зверства, от которых волосы становятся дыбом, вот хотя бы «приказ Ногтева, начальника УСЛОНа, расстреливать за невыполнение норм на лесозаготовках». Свидетель номер пятый добавляет: «… А в бараке четыре сотни раздетых, а наруже сорок градусов мороза. Отказались выйти в лес. Начальство подожгло барак, а кто пытался выскочить из него, тех пристреливали. Приезжал расследовать сам Бокий и оправдал начальство».
Фантастическим считает Розанов и рассказ о строительстве узкоколейки на торфоразработки: «На Соловках в 1928 году при прокладке железной дороги к Филимоновским торфоразработкам и для вывоза по ней леса, на восьми километрах из двенадцати тысяч погибло десять тысяч украинцев и донских казаков… Землю копати неможливо було, бо она замерзла на три метра в глибину…» Согласно СНиП, глубина промерзания грунта в Архангельской области составляет 160—176 см.

## Семья
- Жена — Александра Пидгайная[12].
  - Сын — Олег Пидгайный (р. 1 января 1933, Харьков), профессор Института Симона Петлюры[13][14].

## Произведения
- «Украинская интеллигенция на Соловках». — Новый Ульм, изд. «Прометей», 1947. (укр.)
- «Недострелянные» (1949)
- S. Pidhainy. «Islands Of Death». — Burns and MacEachern Ed., Toronto, 1953. — 240 p. (англ.)
- S. O. Pidhainy (Editor-In-Chief). «The Black Deeds of Kremlin: A White Book». (in 2 vols.) — Toronto : Ukrainian Association of Victims of Russian Communist Terror, 1955. / vol.1: — 545 p., vol.2: — 712 p. Vol. 1: Book of Testimonies — 545 p. Vol. 2: The Great Famine in Ukraine 1932—1933. — 712 p. (англ.) (С. Пидгайный был редактором издания. Воспоминания более 350 человек о злодеяниях большевиков в Советском Союзе).